# 不精の代参
『不精の代参』（ぶしょうのだいさん）は上方落語の演目。別題『代参』（だいさん）、『代参まいり』（だいさんまいり）、『能勢の代参』（のせのだいさん）、『無精者』（ぶしょうもの）。
「能勢の妙見さん」こと能勢妙見堂（現在の大阪府豊能郡能勢町にある妙見山山頂）に多忙で参詣できない人物から代参を頼まれた不精な男が起こす騒動を描く。
宇井無愁『落語の根多 笑辞典』は原話として、
1. 『鳥の町』（安永5年・1776年）所収「不精者」（観音参りに出た不精者が、空腹で弁当を食べるのが面倒なため前から来た菅笠を被ったひもじそうな男に「俺の懐から飯を取って食べて、後で自分にも食わせろ」というと相手が「あなたに食わせるくらいならこの笠の紐を結ぶ」という内容）
2. 『順会咄献立』（安永6年・1777年）所収「尻わらひ」（寒い日に大坂に買い物に出た男が帰りがけに風が強まって笠の紐が緩み、締め直すのが面倒と向こうから来た鍬を持った若い男に締めてくれと頼んだが「懐手をして頼むとはアホらしい」と拒まれ、「テモ不精な奴の」とつぶやく内容）

を挙げている。前田勇『上方落語の歴史 増補改訂版』や東大落語会編『落語辞典 増補』は1のみを原話としている。

## あらすじ
不精な男が能勢の妙見山の月参りの代参を頼まれる。賽銭、蝋燭代、弁当を用意してもらうが、懐に入れるのが不精なので、首に括りつけてもらう。頼まれた相手から背中をドンと突いてもらった勢いで、男は能勢の妙見宮に到着する。しかし上り坂でだんだん足が思うように動かず、ほかの参詣客に当たってしまう。
不精者は当たった相手に、賽銭と蝋燭代を渡すから代わりに拝んでくれと頼む。代参の代参をしてもらった後、その人物に一突きされて、不精者は跳びあがりながら坂を下る。そのうち、はずみで首に括ってある弁当が前に回ってきて邪魔になってきた。
すると向こうの方から大きな口をあけた男が坂を上がってくるのを見た不精者、食べてくれないかと持ちかけるが断られる。ならばなぜ口を開けているのかと尋ねると、
「笠の紐ゆるんでんので、顎でとめてんねん。」

## バリエーション
東大落語会編『落語辞典 増補』所収のあらすじでは、「代参の代参」ではなく不精者が寺まで行くが、賽銭は他人に懐からがま口を引き出して上げてもらい、合掌もやはり懐に入れた手を出してもらってやるという形である。